# البهائية في أيرلندا الشمالية
بدأت البهائية في أيرلندا الشمالية بعد قرن من الاتصال بين الأيرلنديين والإيمان البهائي خارج الجزيرة وداخلها. انتخب أتباع الدين أول جمعية روحية محلية في 1949 في بلفاست. نظم البهائيون مؤتمرًا دوليًا في دبلن في عام 1982 وصف بأنه "...واحدة من المناسبات القليلة التي يتم فيها عقد حدث عالمي لجماعة دينية في أيرلندا". بحلول عام 1993، كان هناك نحو اثني عشر جمعية في أيرلندا الشمالية. بحلول عام 2005، تدعي المصادر البهائية أن هناك نحو 300 بهائي في أيرلندا الشمالية.

## المرحلة المبكرة
أول اتصال بين الإيمان البهائي وأيرلندا كان مع طبيب يعمل في بلاد فارس. قام بفحص الباب قبل إعدامه. قال الدكتور ماككورميك - الذي له جذور أيرلندية - في وقت لاحق إن الباب أخبره بأن الأوروبيين سيتبعون دينه يومًا ما.
يبدو أن فريدريك ديفلين كان أول أيرلندي يقبل الإيمان البهائي وبعتنق البهائية. وُلد في بلفاست حوالي عام 1855، وانضم إلى الدين في عام 1901، وكان حاضرًا في كاليفورنيا في الولايات المتحدة لاستقبال عبد البهاء في رحلاته إلى الغرب. أصبح أيضًا العديد من الرجال والنساء الأيرلنديين بهائيين في وقت مبكر. في 17 ديسمبر 1912، سجل أحمد سهرب، وهو سكرتير خلال رحلات عبد البهاء، زيارة لإحدى الزائرات لـ عبد البهاء: "في بلفاست، أيرلندا تعيش بهائية رائعة، مؤمنة ممتازة. سافرت طوال اليوم والليلة لرؤية الماستر. رحب بها بحرارة وقال: 'يجب أن تصبحوا سببًا لإنارة أيرلندا… يجب أن تشعلوا أربعة آلاف مصباح في عام واحد…'" من المحتمل أن هذه البهائية كانت جوان وارينغ التي انتقلت لاحقًا إلى مقاطعة دونيجال.
على الرغم من أن هناك بهائية تدعى ستيللا كيرنز كانت في باليمينا في الثلاثينيات، وكان فيليب هينزورث، أثناء خدمته في الجيش، قد عقد أول اجتماع عائلي في هيلينز باي في عام 1940، إلا أنه بحلول أواخر الأربعينيات لم يكن هناك أي بهائيين في أيرلندا الشمالية. بعد ذلك، كان أول رائد بهائي إلى أيرلندا الشمالية هو تشارلز دانينغ، الذي وصل إلى بلفاست في مارس 1948. في غضون عشرة أسابيع، كان ينظم أول الاجتماعات العامة، التي حضرها جورج تاونسند وابنه بريان من دبلن لإلقاء المحاضرات. تلاه أورسولا نيومان (التي أصبحت سامانداري) في عام 1949. تم استعراض كتاب تاونسند وعد العصور في صحيفة محلية في عام 1949 وأدت لقاءات مصادفة إلى اعتناق الدين. كان روبرت سلون أول من أصبح بهائيًا في عام 1949. تم انتخاب أول جمعية روحية محلية لأيرلندا الشمالية في بلفاست في 1949-50, واحتفلت بذكرى مرور خمسين عامًا في قلعة بلفاست في عام 2000. انضمت ليزبيث غريفز من أستراليا رسميًا إلى الدين في 1954 في أيرلندا الشمالية ولكن كان لها ارتباط طويل مع البهائيين. لاحقًا كتبت مسرحيات وسجلت أشرطة عن الدين. تذكرت كاثرين شوهان - ابنة أحد البهائيين الأوائل في أيرلندا الشمالية - أن أول بهائيين فارسيين بدأوا في الريادة إلى أيرلندا الشمالية كانوا من خلفية زرادشتية وكانوا عازمين على الاندماج وتزوجوا من نساء أيرلنديات.

## النمو
عُقدت أولى المدارس الأسبوعية في جزر بريطانيا في قلعة بلفاست في عام 1956. أُقيمت أول مدرسة صيفية بهائية في جبال مورني. في 21 أبريل 1959، تم انتخاب أول جمعية روحية محلية في بانغور، في ما أصبح لاحقًا جزءًا من "بلدية شمال داون". من بين الأعضاء الأصليين في تلك المجموعة الصغيرة كانت السيدة كاثلين هورنيل (1890–1977)، التي جاءت من إنجلترا للعيش في أيرلندا الشمالية قبل بضع سنوات ثم انتقلت إلى إيطاليا في عام 1960. عضو آخر بارز في تلك المجموعة الصغيرة كانت غريس بريتشارد الراحلة، التي حصلت لاحقًا على وسام أمر الإمبراطورية البريطانية لخدماتها في مجال التعليم. أديب طاهرزاده كان من بين الذين وصلوا إلى أيرلندا في عام 1950 من إيران. تزوج من ليزلي التي وُلدت في بلفاست.

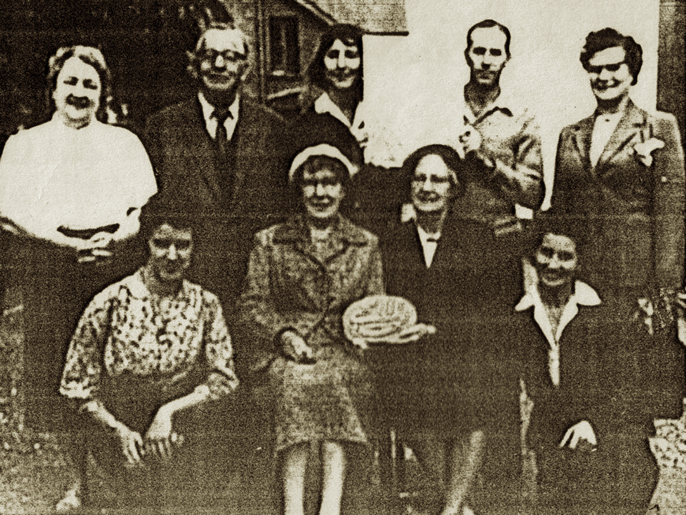

من السبعينيات كانت هناك تطورات أخرى. تم تشكيل أول جمعية محلية للبهائيين في كوليرين منذ أكثر من ربع قرن، وفي جامعة أولستر كانت هناك جمعية بهائية تتناول قضايا مثل العنصرية والتحيز والفجوة بين الأغنياء والفقراء والمساواة بين الرجال والنساء لمدة مماثلة. تم انتخاب أول جمعية للبهائيين في ديري في عام 1971.

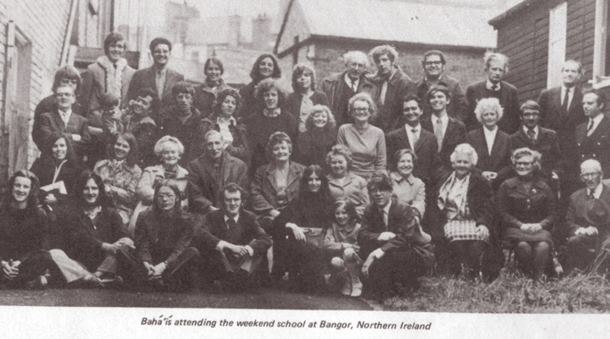

كان هناك بهائيون في ماجرفيلت لأكثر من ربع قرن، ولعبت القضايا المتعلقة بالتفاعل مع تحدي الاحتباس الحراري ودعم مدرسة محلية غير طائفية دورًا في المجتمع.
في أوائل السبعينيات، تم تشكيل أول جمعية محلية في نيوتاونابي. تم تشكيل أول جمعية محلية للبهائيين في كريغافون في 2 أبريل 1973. انتقل أول بهائيين إلى منطقة آردس في السبعينيات وأصبح أول المحليين الذين ينضمون إلى الدين في عام 1978. في عام 1979 تم انتخاب أول جمعية لمنطقة آردس. تم الاحتفال بيوم الأديان العالمي في أوماغ كل عام منذ 1984.
عادت كاثرين شوهان إلى أيرلندا الشمالية بعد أن قامت بريادة عدة دول وتزوجت في أول زواج بهائي في باليمينا.
سهل مجلس البهائيين في أيرلندا الشمالية نشر نشرة إخبارية تدعى بيان, ويعمل تحت إشراف الجمعية الروحية الوطنية للمملكة المتحدة، ويتشاور بانتظام مع الجمعية الوطنية للبهائيين في جمهورية أيرلندا وقد أصدرت مجموعة من البيانات حول القضايا في المنطقة منذ عام 2003.

### المشاركات
منذ نشأتها كان للدين دور في التنمية الاجتماعية والاقتصادية بدءًا بمنح مزيد من الحرية للنساء, والترويج لتعليم المرأة كأولوية, وقد تم التعبير عن هذا النشاط بشكل عملي من خلال إنشاء المدارس، التعاونيات الزراعية، والعيادات. دخل الدين مرحلة جديدة من النشاط عندما تم إصدار رسالة من البيت العالمي للعدل بتاريخ 20 أكتوبر 1983. حث البهائيون على البحث عن طرق، تتماشى مع تعاليم البهائية، يمكنهم من خلالها المشاركة في التنمية الاجتماعية والاقتصادية للمجتمعات التي يعيشون فيها. عالميًا في عام 1979 كان هناك 129 مشروعًا اجتماعيًا واقتصاديًا معترفًا به رسميًا من البهائيين. بحلول عام 1987، زاد عدد المشاريع المعترف بها رسميًا إلى 1482. تعمل جمعية النساء البهائيات (أيرلندا الشمالية) تحت إشراف مجلس البهائيين في أيرلندا الشمالية وقد تم تطويرها وتجريبها من قبل مجموعة من النساء البهائيات من لورغان وكوليرين. هناك أيضًا فرع في بلفاست لجمعية النساء البهائيات. في عام 2002، قدمت المجموعة ندوة في كلية الريف ومركز ديرينود في درايبرستاون.
تم ملاحظة مساهمة صغيرة ولكنها هامة للبهائيين خلال الصراع في أيرلندا الشمالية. خلال لجنة أوبساهل قبل وقف إطلاق النار، قدم اثنا عشر مجموعة أو فردًا بهائيًا مشاركات. شاركت النساء البهائيات مع المنظمات النسائية التي كانت معنية أساسًا بكل ما يتعلق بالنساء والأطفال. وكبهائيات، تحدثن أيضًا عن السلام في السياق العالمي، على أمل أن "يكون بعض من ذلك قد مر عبر." 
مجتمع كوكتاون البهائي هو موطن لـ "الساعة المتحركة" على راديو تاونلاند 828. كان ر. جاكسون أرمسترونغ-إنغرام بهائيًا من الجيل الثاني من بلفاست وعمل لسنوات كأمين أرشيف واكتشف بعضًا من أقدم تاريخ للبهائيين في أيرلندا بالإضافة إلى تأليف الموسيقى وكتابة كتب أخرى.

## الوضع الحالي

### الاتصالات مع المجتمع الأكبر
أخذت جماعة البهائيين في أيرلندا الشمالية بعض الملاحظات حول البهائيين. نظم البهائيون مؤتمرًا دوليًا في دبلن في عام 1982 وصف بأنه "... واحدة من المناسبات القليلة جدًا التي يُنظم فيها حدث عالمي لطائفة دينية في أيرلندا". نظم البهائيون في أيرلندا الشمالية جوقة مجتمعية في عام 1992 والتي حصلت على المركز الثاني في قسم أكابيلا في مسابقات الجوقات في مهرجان بلفاست الموسيقي في عام 1997. سجلت بلفاست تلغراف العديد من التقارير حول الدين منذ عام 1999 على الأقل. في عام 2000 نشرت نعي أديب طاهر زاده، وهو عضو سابق في البيت العالمي للعدل، المجلس الأعلى لحكم البهائيين. تم منح "كوايبين" لجماعة بلفاست للبهائيين من قبل عمدة ديري في عام 2001. في عام 2004، زارت ليزلي طاهرزاده وألقت محاضرة حول الحياة في إسرائيل. نشرت بلفاست تلغراف رسالة من مجلس البهائيين في أيرلندا الشمالية حول رسالته في رأس السنة الجديدة، وكذلك وجهة نظر بهائية حول عيد الميلاد. تحتوي مكتبة أوماغ على مواد حول المجتمع و زار أحد المشاركين في بلفاست تلغراف معبد اللوتس البهائي في الهند. تم تقديم أحداث عامة أيضًا. قدم أحد أعضاء جوقة أصوات بهاء حفلة موسيقية عفوية خلال إقامته في ماجرفيلت في منزل الأعضاء المحليين ماهين وليزلي جورنال. الجوقة، التي تضم حوالي 400 عضوًا، قد قدمت عروضًا مع أوركسترا من الدرجة العالمية وأقامت حفلات موسيقية في أماكن متفرقة مثل موسكو ونيويورك و بودابست وبرلين. تم عقد أول زواج بهائي معترف به قانونيًا في أيرلندا الشمالية في كوليباكي بين كارمن زامبرانا كاندل وجون توينام في عام 2004.
في هذه الأثناء، استمر البهائيون في عقد مدارس خاصة للعطلات/المواسم وكذلك دعم المدارس في المجتمع. استضافت جماعة بهائيي كوليرين مدرستها الصيفية في 2001 بينما أُقيمت المدرسة الصيفية السنوية للبهائيين في أيرلندا الشمالية في بورتروش. جمعت المدرسة الناس ليس فقط من جميع أنحاء أيرلندا وبريطانيا ولكن أيضًا من ألمانيا والنرويج واليونان ونيوزيلندا وإسرائيل والولايات المتحدة. كان المتحدث الضيف الذي تم الترحيب به هو ليزلي طاهرزاده، الذي كان في الأصل من بلفاست، والآن يعيش في إسرائيل، وتحدث عن موضوع الحج. قدم كولين بالين، طالب في تقنية المعلومات في ماغي، عرضًا مفصلاً في حدث في كريغافاد. تحدث عن كيفية استخدام التكنولوجيا الحاسوبية كوسيلة للتواصل ومشاركة الأفكار مع الآخرين.

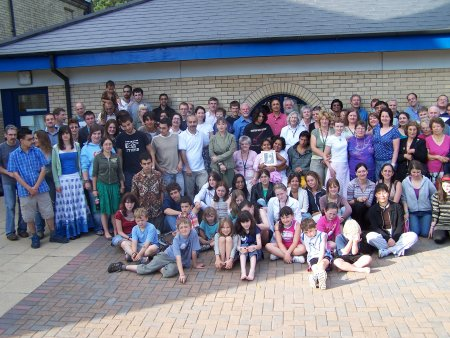

أثار قلقًا مناهضًا بشأن منهج المدارس في معالجة قضايا الدين حوالي عام 2001 منتدى أيرلندا الشمالية بين الأديان. في 2003، قدم مجلس البهائيين في أيرلندا الشمالية عرضًا إلى مجموعة العمل الخاصة بمراجعة منهج التعليم الديني في المدارس الممولة حكوميًا حول مقترحات التعليم الديني في المدارس المدعومة. ورحبوا بالتغييرات في عام 2006. في 2003 قرأ صحفي من بلفاست تلغراف مقالًا حول مدرسة بهائية في بلفاست. "كل صباح يوم أحد لمدة خمسة عشر عامًا مضت، كان الأطفال يسافرون عبر أيرلندا الشمالية لحضور مدرسة أحد في بلفاست. لقد جاؤوا من مدن متفرقة مثل روستروفر وماجرفيلت ولورغان ... المدرسة لها منهج تم تعديله على مر السنين وهو يعتمد على مبادئ البهائية، ويعلم وحدة الأديان، ووحدة الإنسانية. سميت المدرسة على اسم رجل الدين البروتستانتي الشهير في أيرلندا جورج تاونشند، الذي أصبح بهائيًا". أثارت تعليقات الصحفي بعض الجدل في الرد. من المقرر أن تقام "المدرسة الصيفية لأيرلندا الشمالية" لعام 2010 في مركز لورن.

## وظائف البهائيين
استمر البهائيون في التفاعل مع إدارة البهائيين. في عام 2001، مثل الكاتب والفنان جورج فليمنغ وصانعة السجاد ماريون خسروي البهائيين في أيرلندا الشمالية في افتتاح حدائق البهائيين على سفوح جبل الكرمل من بين أكثر من 3500 حاج من جميع أنحاء العالم لحضور الحفل. في عام 2002، تم تعيين الدكتور كيث منرو، من مدينة لندنري، رئيسًا لمجلس البهائيين في أيرلندا الشمالية. ثم عقد المجلس أول اجتماع له في لندنري في عام 2003. في عامي 2003 و2006، حضر أتباع البهائية من جميع أنحاء أيرلندا الشمالية إلى بلفاست للقاء مع الجمعية الروحية الوطنية للمملكة المتحدة التي تجتمع بانتظام للإشراف على شؤون المجتمع. كان الدكتور إيان بالين مندوبًا من فويل وعاد من مؤتمر على مستوى المملكة المتحدة في المؤتمر الوطني للبهائيين في المملكة المتحدة الذي أقيم في ويلز. في تقرير عن الأحداث، شارك الدكتور بالين عرضًا لفيديو جديد حول حدائق مركز العالم للبهائيين في إسرائيل. من بين الجمعيات الحالية: بلفاست، كوليرين، ديري، ماجرفيلت، نيوتاونابي، نيوتاوناردس، وأوماغ.

### التركيبة السكانية
في عام 1993 كان هناك اثني عشر جمعية روحية محلية في أيرلندا الشمالية. تم تنظيم جمعيات ومجتمعات البهائيين في أربعة مجموعات – مجموعات مجتمعية متعددة – في أيرلندا الشمالية. هناك أكثر من مئة بهائي في مجموعة "تشارلز دونينغ" (التي تتركز في بلفاست)، وقد أنهى جميعهم كتاب 1 من سلسلة معهد روحي بحلول خريف 2005. بحلول عام 2005، تدعي المصادر البهائية أن هناك حوالي 300 بهائي في جميع أنحاء أيرلندا الشمالية.

## وصلات خارجية
- الموقع الرسمي لمجلس البهائيين في أيرلندا الشمالية
  - وجهة نظر بهائية: روبرت ريد بوب نشأ في بلفاست، أيرلندا الشمالية...